# Buchinger Manó
Buchinger Manó (Nyitra, 1875. május 15. – Budapest, 1953. augusztus 18.) író, publicista, könyvkötőmunkás, szakszervezeti vezető, szociáldemokrata politikus, országgyűlési képviselő.

## A fiatal szociáldemokrata
Apja Buchinger Jakab, fiatalon elhunyt édesanyja Brach Jozefina. Tizenhárom éves korától családjával a fővárosban élt, ahol könyvkötőnek tanult. 
Belépett a könyvkötők szakegyletébe, ahol könyvtárosként dolgozott, majd egy konkurens (baloldali) egylet alapítója és vezetője volt. A két szervezet egyesülése után a szakegylet elnöke lett. 1899–1905 között az Általános Munkás Betegsegélyező Pénztár tisztviselője volt. 1899-ben, az első országos szakszervezeti kongresszuson a Szakszervezeti Tanács Végrehajtó Bizottságának tagjává választották.
1894-től haláláig volt a Magyarországi Szociáldemokrata Párt tagja. 1904-ben az országos vezetőség tagja lett, 1905. november 15-étől ideiglenesen, majd 1907–1919 között véglegesen a párt központi titkára volt. 1908-ban ő dolgozta ki a párt szervezeti szabályzatát. Részt vett a szociáldemokrata tömegmozgalmakban, így az általános választójogért folytatott küzdelemben is (1905. szeptember 15. "vörös péntek", 1912. május 23. "vérvörös csütörtök"). 
Írásaiban szívesen idézte a német Ferdinand Lassalle-t, aki szerint "süketnek és vaknak kell lenni minden iránt, ami nem függ össze az általános választójoggal". E nézetei miatt a kommunisták reformizmussal, opportunizmussal vádolták. Tény, hogy Buchinger soha nem volt híve a proletárdiktatúrának, hanem a polgári demokrácia és jogkiterjesztés harcosa volt.
1905-től a Népszava munkatársa lett. 1908–1919 között a lap német nyelvű változatának, a Volksstimmének felelős szerkesztője és rendszeres szerzője volt. Szintén rendszeresen publikált a Garami Ernő és Kunfi Zsigmond nevéhez fűződő Szocializmus című elméleti folyóiratban, valamint a leghíresebb osztrák és német szocialista lapokban is (ú.m. Der Kampf, Die Neue Zeit, Arbeiter-Zeitung). Éles, kritikai hangú cikkei miatt élete során sokszor összetűzésbe került a hatóságokkal. 
1907-ben nyolc hónapig a váci államfogházban raboskodott, "nyomtatvány útján elkövetett izgatás" vétsége miatt. A rá oly jellemző iróniával egyik önéletrajzában így ír erről: "hálával tartozom ezért a régi rendszernek, ugyanis a fogházban az ember amellett, hogy végre kipihenheti magát, a tudását is bővíteni tudja".

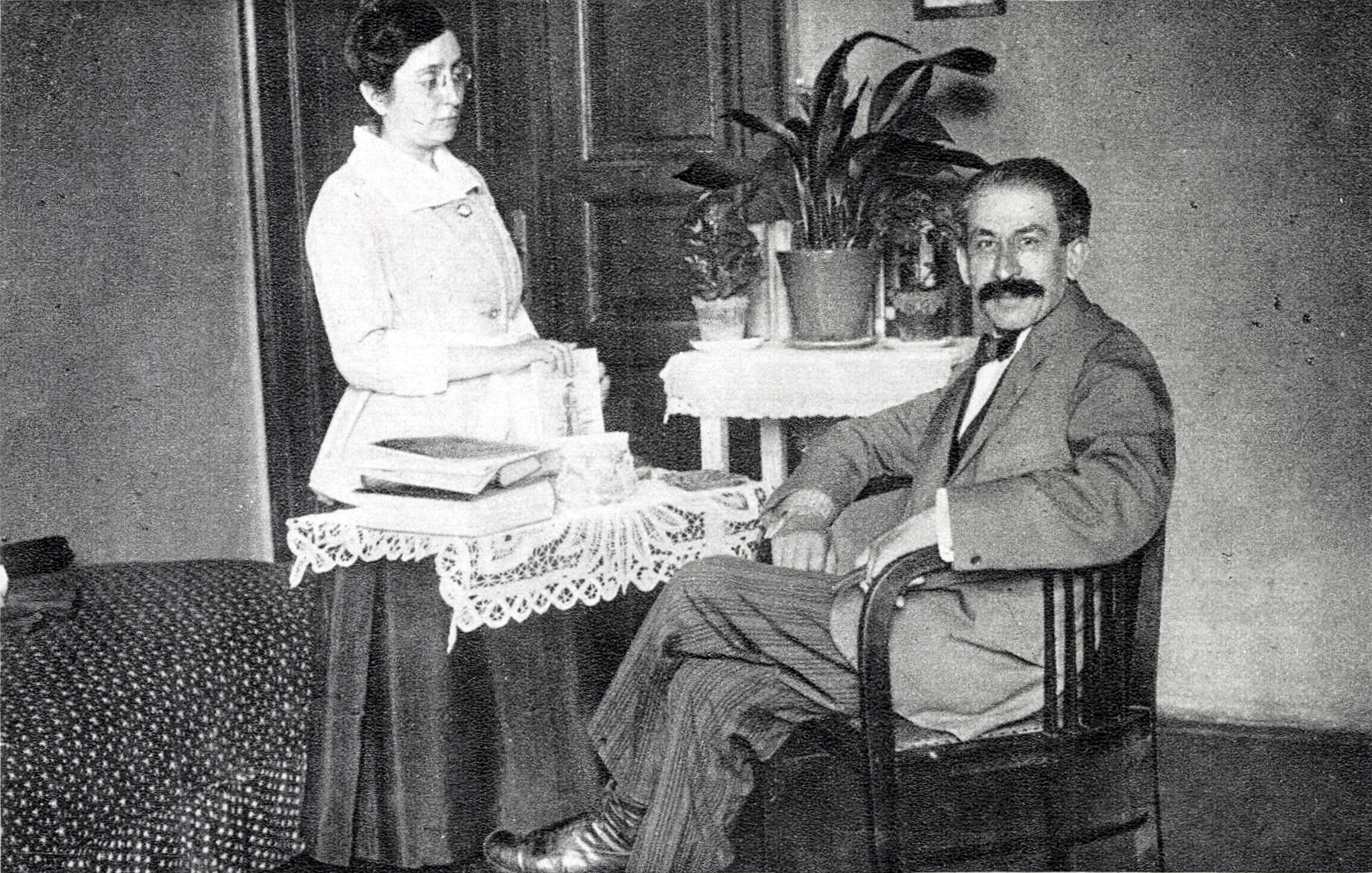
Buchinger a feleségével, Ladányi Szerénával

Kiváló német és szlovák nyelvtudásának köszönhetően, mint az MSZDP küldötte, már a század elejétől részt vett a szociáldemokrata testvérpártok kongresszusain, valamint a nemzetközi szocialista mozgalom értekezletein. 1908-tól a Nemzetközi Szocialista Iroda állandó levelezője volt. 1910-ben Koppenhágában és 1912-ben Bázelben részt vett a II. Internacionálé háború és béke kérdéseivel foglalkozó kongresszusain.
1910 novemberében kötött házasságot Ladányi Szerénával (1884–1940), a magyarországi nőmunkásmozgalom egyik megszervezőjével. Gyermekük nem született.
Bár később a szociáldemokrata vezetőket, így őt is sokan (elsősorban a kommunista történetírás és propaganda) vádolták szociálsovinizmussal, a háborús "imperialista" érdekek támogatásával, Buchinger az első világháború idején végig a békéért küzdött. 1917. május 29–30-án a magyar delegáció tagjaként, egyebek mellett Garami Ernő, Weltner Jakab és Kunfi Zsigmond társaságában vett részt a stockholmi nemzetközi szocialista békekonferencián, ahol – mint később is, oly sokszor – amellett érvelt, hogy Magyarország népe nem bűnös, nem háborúpárti, így óvakodni kellene az olyan békekötéstől, amely nem a régi magyar politikai elitet, hanem a magyar népet és a magyar munkásságot fogja sújtani.

## A forradalmak
1918 tavaszától háttérbe szorult az MSZDP vezetésében. Az őszirózsás forradalom nagy híve és – a Nemzeti Tanács tagjaként –, egyik szereplője volt. Miniszteri megbízatást nem kapott, viszont diplomáciai feladatai voltak. Igyekezett a cseh és szlovák szociáldemokratákat lebeszélni a Csehszlovák Nemzeti Tanács radikális álláspontjának támogatásáról. Az 1919. februári berni nemzetközi szociáldemokrata kongresszus meghívott előadójaként az annexió és hadisarc nélküli békekötés mellett, a tiszta magyar területek elcsatolása ellen érvelt, egyben csatlakozott Eduard Bernstein és Karl Kautsky javaslatához, és elítélte az oroszországi proletárdiktatúrát.
1919. március 20-án azt javasolta, hogy a kormány maradjon a helyén, vegye tudomásul a Vix-jegyzéket és tárgyalásos úton igyekezzen minél kedvezőbb békefeltételeket elérni. Amikor másnap az MSZDP vezetősége úgy határozott, hogy hatalomba segíti a kommunista pártot, Garami Ernő, Peidl Gyula és Propper Sándor társaságában a döntés ellen szavazott (Garami a kommunistákkal történt egyesülésről az asztalra csapva csak annyit mondott: "Most temettük el a magyar szociáldemokrata pártot!").
A Tanácsköztársaság kikiáltásakor minden funkciójáról lemondott. Előbb az Általános Fogyasztási Szövetkezet alkalmazottja lett, majd júliusban Bécsbe emigrált.
1919 augusztusában, a proletárdiktatúra bukása után hazatért. Elhatárolódott a bolsevizmustól, egyben élesen elítélte a Friedrich István-féle hatalomátvételt és a kezdődő fehérterrort is. Garami Ernővel és Peidl Gyulával együtt azt az álláspontot képviselte, hogy a polgári demokratikus pártokkal együttműködve vissza kellene térni az 1918. októberi elvekhez.

## Az emigrációs évek
1920 februárjában – várható politikai perbe fogását elkerülendő – visszatért Bécsbe, s az évtized végéig emigrációban élt. Az emigrációban a Garami Ernő vezette "mérsékeltek" csoportjához csatlakozott, elítélte az itthon maradt, illetve később hazatért szocdem vezetők (Peyer Károly és társai) békülékeny politikáját, de nem működött együtt a Kunfi-féle centristákkal és a kommunistákhoz csatlakozott (illegális) balszárnnyal sem.
1921–1923 között állandó szerzője volt a Garami és Lovászy Márton által alapított, báró Hatvany Lajos támogatásával megjelenő Jövő című lapnak, melyben kritikus hangvételű cikkeket jelentetett meg a Horthy Miklós és gróf Bethlen István neve által fémjelzett kormányzatról. Cikkei nyomán bűnvádi eljárás indult ellene, az 1921: 3. tc. 7. §-ába ütköző, a "magyar állam és magyar nemzet megbecsülését csorbító" vétség miatt.
1922-től ismét rendszeresen részt vett a nemzetközi szociáldemokrata értekezleteken, az 1923-ban létrejött Szocialista Munkás Internacionáléban az MSZDP állandó képviselője volt. 1925-től a Népszava bécsi tudósítója lett, s egyben ismét rendszeres szerzője a Szocializmus című folyóiratnak.
1929-ben, miután a brit Munkáspárt választási győzelmének köszönhetően újabb enyhülés következett be a kormány szociáldemokratákkal kapcsolatos politikájában, felmerült Garami és Buchinger hazatérésének kérdése. A kormány azt kérte a szociáldemokratáktól, hogy nemzetközi kapcsolataik felhasználásával támogassák a magyar külpolitikát, cserébe vállalta, hogy nagyobb teret biztosít a párt szervezkedésének.
Buchingerék hazatérésének előfeltétele az volt, hogy az ellenük folyó bűnvádi eljárásokat töröljék, amire Zsitvay Tibor igazságügyminiszter 1929. szeptember 26-án tett javaslatot. Indokolásul előadta, hogy nevezettek (valamint a szintén érintett, de 1924-től itthon élő Weltner Jakab) igen népszerű, nagy tudású és széles látókörű politikusok, akikkel a megbékélés a magyar külpolitika és belbiztonsági érdekek hasznára lenne. 1929. szeptember 27-én a Minisztertanács úgy döntött, hogy támogatja Zsitvay javaslatát (Walko Lajos külügyminiszter is a javaslat mellett érvelt). Horthy kormányzó a kegyelmi elhatározást 1929. október 10-én írta alá, ennek nyomán a Buchinger, Garami és Weltner ellen folyamatban lévő eljárásokat megszüntették. Garami Ernővel együtt november 7-én tért vissza Magyarországra.

## Újra itthon
1930-tól Buchinger ismét tagja lett az MSZDP vezetőségének (1933-tól külügyi titkári tisztséget töltött be). 1931. június 6-án a kormányzó – Bethlen kérésére – feloszlatta az Országgyűlést. A választásokra 1931. június 30-án és július 7-én került sor, ahol az SZDP 14 képviselői mandátumot szerzett, és Buchinger Manó országgyűlési képviselő lett. Képviselőként elsősorban külpolitikai tárgyú beszédeket mondott, 1933-tól folyamatosan, igen élesen bírálta a náci Németország felé történő közeledést (lásd a Gömbös Gyula 1933. júniusi berlini látogatása előtt elmondott képviselőházi beszédét). Az 1935. március–áprilisi választásokon újraválasztották (ismét a dél-pesti, listás választókerületben, az MSZDP-lista második helyéről).
1937-ben a Páneurópai Unió magyar szervezete elnöki tanácsának tagjává választották. 1938-tól Peyerrel együtt támogatta a trianoni békeszerződés revízióját és a párt megbízásából külföldön érvelt a felvidéki magyarlakta területek visszacsatolása mellett.
Az 1939. májusi képviselőválasztásokon nem kapott újra mandátumot (az SZDP mindössze öt mandátumot szerzett, szemben az addigi tizeneggyel). Mindez összefüggött a választási törvény módosításával, a mandátumkiosztás szabályainak megváltoztatásával.
Zsidó származása miatt az 1940-es évek elején visszaszorult a pártvezetésből. 1944. március 22-én – miután a német hatóságok őhelyette a házvezetőnőjét vitték el túszként – feladta magát az SS budapesti főhadiszállásán. A Fő utcai börtönből – többek között Peyer Károllyal együtt – a mauthauseni koncentrációs táborba hurcolták, ahol 1945. május 5-éig, a tábor szövetségesek általi felszabadításáig raboskodott, egyre nyomasztóbb körülmények között.

## A második világháború után
1945. június 24-én a szakszervezetek képviseletében az Ideiglenes Nemzetgyűlésbe delegálták, majd a november 4-ei nemzetgyűlési választásokon az SZDP országos listáján újra bejutott a törvényhozásba. A Nemzetgyűlésben a köztársasági államforma deklarálása és gróf Károlyi Mihálynak a köztársasági elnöki tisztségbe történő visszahívása mellett érvelt, ennek azonban az adott helyzetben nem volt politikai realitása.
Időközben befejezte emlékiratait, melynek címe: Küzdelem a szocializmusért I–II. (Népszava, Bp. 1946–1947)
1947 februárjától az Interparlamentáris Unió magyar csoportjának tagja lett. Augusztus 31-én, a "kékcédulás" választásokon ismét képviselővé választották. Az Országgyűlésben kizárólag külügyi kérdésekkel foglalkozott, nemzetközi egyezmények ratifikációs vitáiban vett részt. Az SZDP-ben is a külügyi osztály munkatársa volt.
1948-ban már nem szegült ellen a szociáldemokrata párt újbóli beolvasztásának, hanem belépett a Magyar Dolgozók Pártjába. Az 1949. májusi országgyűlési választásokon a Magyar Függetlenségi Népfront jelöltjeként lett parlamenti képviselő, de akkor a politikai életben már nem vett részt.
1953. augusztus 18-án hunyt el Budapesten.

## Művei
- A szegény ember kenyere; Népszava Könyvkereskedése, Bp., 1904 k.
- Bern. A harmadik internacionálé jelentősége és munkája; Népszava, Bp., 1919 (Munkáskönyvtár)
- A magyarországi könyvkötőmunkások szervezkedésének története; Világosság Ny., Bp., 1928
- Weltner Jakab–Buchinger Manó: Kapitalizmus, fasizmus, szocializmus; Esztergályos János, Bp., 1933 (Szociáldemokrata füzetek)
- Tanúvallomás. Az októberi forradalom tragédiája; Népszava, Bp., 1936
- Találkozásom Európa szocialista vezetőivel; Népszava, Bp., 1938
- Buchinger Manó–Révész Mihály: Fél évszázad. A szociáldemokrata mozgalom ötven esztendeje Magyarországon 1890 decemberétől napjainkig; Szociáldemokrata Párt, Bp., 1941
- Gestapo-banditák bűnhalmazata. Tizennégy hónap a hitleri koncentrációs táborban; szerzői, Bp., 1945
- Küzdelem a szocializmusért. Emlékek és élmények, 1-2.; Népszava, Bp., 1946-1947 (Vezérfonalak a Magyar Kommunista Párt 3. kongresszusa anyagának tanulmányozásához)
  - 1. A magyar munkásmozgalom hőskora
  - 2. Októberi forradalom
- Találkozásom Európa szocialista vezetőivel; sajtó alá rend., jegyz. Kende János; Napvilág, Bp., 2003

## Felhasznált és ajánlott irodalom
- Baráth Magdolna – Gyarmati György – Kádár Zsuzsanna: Buchinger Manó. = Marelyn Kiss József – Vida István (főszerk.): Országgyűlés almanachja. 1947. szeptember 17. – 1949. április 12. Magyar Köztársaság Országgyűlése, Bp. 2005. 67–68.
- Borbándi Gyula: Magyar politikai pályaképek, 1938–1948. Európa Könyvkiadó, Bp. 1997. 90–91.
- Buchinger Manó: Küzdelem a szocializmusért. I-II. kötet. Népszava, Bp. 1946–1947.
- Buchinger Manó: Találkozásom Európa szocialista vezetőivel. Napvilág Kiadó, Bp. 2003.
- Buchinger Manó: Tanúvallomás: az októberi forradalom tragédiája. Népszava, Bp. 1936.
- Buchinger Manó – Révész Mihály: Fél évszázad. Szociáldemokrata Párt, Bp. 1941.
- Erényi Tibor: Szocializmus a századelőn. Kossuth Könyvkiadó, Bp. 1979.
- Garami Ernő: Forrongó Magyarország. Emlékezések és tanulságok. Pegazus, Leipzig–Wien, 1922. Hasonmás kiadás: Primusz Kiadó, Bp. 1989.
- Hubai László: A szociáldemokrata párt a parlamenti választásokon 1922–1947. = Múltunk. 42. 1997. 2. 119–145.
- Képes György: Buchinger Manó. Egy 20. századi politikai életrajz – jogtörténészi szemmel. Gondolat Kiadó, Bp. 2009.
- Képes György: Buchinger Manó kegyelmezési ügye. = Jogtörténeti Szemle. 2007. 2. 11–24
- L. Nagy Zsuzsa – Zsilák András (szerk.): Ötven év. A Nagy Október és a magyarországi forradalmak. Akadémiai Kiadó, Bp. 1967.
- Nemes Dezső: A Bethlen-kormány külpolitikája 1927–1931-ben. Az "aktív külpolitika" kifejlődése és kudarca. Kossuth Könyvkiadó, Bp. 1964.
- Pintér István: A Szociáldemokrata Párt története, 1933–1944. Kossuth Könyvkiadó, Bp. 1980.
- Ránki György (főszerk.): Magyarország története. 8/1. kötet. 1918–1919, 1919–1945. Akadémiai Kiadó, Bp. 1984.
- Sipos Péter: Legális és illegális munkásmozgalom, 1919-1944. Gondolat Kiadó, Bp. 1988.
- Varga Lajos (főszerk.): A magyar szociáldemokrácia kézikönyve. Napvilág Kiadó, Bp. 1999.
- Varga Lajos: Garami Ernő. Napvilág Kiadó, Bp. 1996.
- Varga Lajos: Két emigrálás között. Garami Ernő itthon. = Múltunk. 35. 1990. 2. 43–68.
- Varsányi Erika: Buchinger Manó. = Varga Lajos (főszerk.): A magyar szociáldemokrácia kézikönyve. Napvilág Kiadó, Bp. 1999. 361–362.
- Varsányi Erika: Weltner Jakab hazatérése az emigrációból. = Párttörténeti Közlemények. 30. 1984. 3. 164–190.